# Naravni rezervat poplavne ravnice Mureșa
Naravni park poplavna ravnica Mureșa, ki ga je romunska vlada določila leta 2005, leži v zahodni Romuniji zunaj mesta Arad. Park obsega 17.455 ha in sledi reki Mureș proti zahodu od mesta Arad do madžarske meje. Park je tipičen ekosistem za mokrišča, s tekočimi vodami, jezeri, močvirji in poplavnimi ravnicami, z gozdovi, je pomemben kraj za prehod in gnezdenje ptičjih vrst in je izpostavljen občasnim poplavam (poplava vsaka tri leta). Gozdove (7500 ha) v parku sestavljajo predvsem navadni hrast, ozkolistni jesen, črni in beli topol, bela vrba in ameriški črni oreh. To območje je pomemben kraj za gnezdenje in prehod za skoraj 200 vrst ptic, od katerih je večina mednarodno strogo zaščitenih.
Glavni namen naravnega parka poplavne ravnice Mureș  je zaščita in ohranjanje habitatov in krajinske raznolikosti regije. Park je bil razglašen za Ramsarsko mokrišče, v okviru Nature 2000 pa je bil park določen za SPA (Special Protection Area  - posebno zaščitno območje) za ptice in SAC (Special Area of Conservation - posebno območje ohranjanja) za druge vrste in habitate. V parku so 4 strogo zaščiteni naravni rezervati: Gozd Cenad (310,5 ha), Veliki otok Cenad (2,1 ha), Otočje Igriș (7 ha) in Prundul Mare (717,9 ha).
Park je sestrski park z narodnim parkom Körös – Mureş na Madžarskem. Parka mejita drug na drugega in sta ustvarila čezmejno zavarovano območje s prihodnjim skupnim načrtom upravljanja.

## Biologija
Poplavni naravni park Mureș ima ekosistem, ki je značilen za mokrišča, s tekočimi in mirnimi vodami, velikimi gozdovi in občasnimi poplavami (vsakih nekaj let).
- Jezerec
- Som
- Polh

### Rastlinstvo
Vegetacija v parku raste v celinskem podnebju, s toplimi poletji in zmernimi zimami. Povprečna letna temperatura je 10,5 stopinje Celzija, povprečna letna količina padavin pa 550 mm. Številne rastline v parku potrebujejo občasno poplavljanje, da vzklijejo in porabijo hranila, ki so sveže raztopljena v vodi.
Veliko število rastlin v parku je na »rdečem seznamu pomembnih rastlin v Romuniji«, kar pomeni, da so ranljive ali redke vrste. Nekatere od teh so: rman (Achillea thracica), vodna škarjica (Stratiotes aloides), navadni kokalj (Agrostemma githago), Cirsium brachycephalum, Lindernia procumbens, Najas minor, zdravilni silj (Peficinaledanum), dvolistni vimenjak (Platanthera bifolia), dresnik Rumex aquaticus in Vicia narbonensis L. ssp. Serratifolia.
Poleg tega obstajajo še tri vrste, ki so strogo zaščitene po Bernski konvenciji: štiriperesna marzilka (Marsilea quadrifolia), plavajoči plavček (Salvinia natans), vodni orešek (Trapa natans).
V parku prevladujejo sestoji hrasta doba (Quercus robur) in ostrolistnega jesena (Fraxinus angustifolia), skupaj z zasadi črnega in belega topola (Populus nigra in Populus alba) in bele vrbe (Salix alba). Te vrste večinoma najdemo v majhnem gozdu na območju Cenad in v 6000-ha gozdu ob reki Mureș med Aradom in vasjo Semlac (ki vključuje gozd Ceala).

### Živalstvo
Favna v parku obsega številne vrste, od velikih sesalcev do vrst, ki živijo na dnu reke.
V parku živijo velike populacije vrst sesalcev. Med njimi so: veliki hrček (Cricetus cricetus), domači dihur (Mustela putorius), rjavi uhati netopir (Plecotus auritus), vidra (Lutra lutra), divja mačka (Felis silvestris), navadna lisica (Vulpes vulpes), vapiti (Cervus elaphus), divja svinja (Sus scrofa), damjak (Dama dama) in srnja (Capreolus capreolus).
Leta 1988 je bilo območje, ki je zdaj naravni park poplavne ravnice Mureș, označeno kot Mednarodno pomembna območja za ptice zaradi obstoja številnih vrst ptic. Skoraj vse ptice, ki živijo v tukaj, so vključene v priloge Bernske konvencije in direktive EU o habitatih. Med njimi je tudi mali klinkač (Aquila pomarina), katerega število v parku je majhno, a je bil izbran za simbol naravnega parka.
Skozi park vsako leto prileti ali ga preleti približno 200 vrst ptic. Med temi so: veliki kormoran (Phalacrocorax carbo), kvakač (Nycticorax nycticorax), siva čaplja (Ardea cinerea), mlakarica (Anas platyrhynchos), rečni galeb (Larus ridibundus), črna liska (Fulica atra), čapljica (Ixobrychus minutus), mali ponirek (Tachybaptus ruficollis), mokož (Rallus aquaticus), čebelar (Merops apiaster).
Zelo veliko je tudi breguljk (Riparia riparia). Skoraj polovico celotne populacije breguljk na reki Mureș je mogoče najti v naravnem parku.
Vseh šest vrst plazilcev in devet vrst dvoživk, opredeljenih v parku, je navedenih v prilogah Bernske konvencije in direktive EU o habitatih. Njihova vključitev na te sezname je posledica nazadovanja teh vrst, ki veljajo za barometre za zdravstveno stanje ekosistema. Med temi so: močvirska sklednica (Emys orbicularis), kobranka (Natrix tessellata), nižinski urh (Bombina bombina) in Triturus cristatus.
Za vrste rib v parku so občasne poplave reke Mureș blagoslov; ta proces zagotavlja nova drstišča, pa tudi ustvarjanje nove hrane in zaščite. Ihtiofavna v parku je bogata in vsebuje več ribjih vrst kot kateri koli drug del reke Mureș. Le na tem delu reke Mureș obstajajo nekatere vrste: belooka orada Abramis sapa, ogrica (Vimba vimba), navadni koreselj (Carassius carassius), rjavi ameriški somič (Ameiurus nebulosus), smrkež (Gymnocephalus schraetser) in Zingel zingel.

## Rekreacija/turizem
Zaradi bližine parka ga prebivalci številnih sosednjih občin že stoletja uporabljajo za rekreacijo. Skozi čas so bili lokalni prebivalci od tega območja odvisni tudi za preživljanje. Ustanovitev parka v letu 2005 zagotavlja, da se bo to nadaljevalo tudi v prihodnje, vendar z nadzorom in predpisi. Najbolj obiskani predeli parka sta gozd Ceala (zaradi bližine mesta Arad) in območje Bezdin (splošno znano kot najbolj naraven del parka).

### Center za obiskovalce Ceala Forest
Med letoma 2001 in 2005 se je park implementiral s takrat največjo donacijo programa PHARE v Romuniji (sofinanciranje v višini 2,6 milijona evrov). Med drugimi infrastrukturnimi projekti je bil s to donacijo zgrajen sedanji center za obiskovalce parka.
Maja 2007 se je slovesno odprl Center za obiskovalce gozdov Ceala, tik pred mestom Arad. V stavbi je 34-posteljni hotel, konferenčna soba, ki sprejme do 70 oseb, kuhinja in jedilnica, laboratorij in upravne pisarne parka.

### Eko turizem
Program ekološkega turizma parka ima dve komponenti: voden/nevoden izlet s kanuji po reki Mureș od mesta Arad do mesta Pecica; in izposoja koles za uporabo v omrežju kolesarskih poti v parku. Oba sta izjemno priljubljena v pomladnih in poletnih mesecih.

### Kultura
V okviru parka so trije samostani. Vsi trije so v lasti in upravljanju njihovih cerkva, vendar zaradi bližine reke Mureș in njenega pomembnega ekosistema ta zemljišča spadajo pod nadzor in zaščito naravnega parka poplavna ravnica Mureș.
Na severni strani reke, tik pred vasjo Bodrogu Vechi, je samostan Saint Parasčiva. To je najnovejši samostan v parku in je dostopen iz mesta Pecica.
Na južni strani reke sta še dva samostana. 
Samostan Hodoș-Bodrog iz leta 1177 je ena najstarejših samostanskih ustanov v Romunski pravoslavni cerkvi. Samostan je dostopen iz vasi Bodrogu Nou in je od mesta Arad oddaljen 17 km. Samostan je aktiven in v njem živi in dela veliko menihov.
Samostan Bezdin iz leta 1539 je eden redkih srbskih pravoslavnih samostanov v Romuniji, ki je še ohranjen. V primerjavi s samostanom Hodoș-Bodrog je Bezdin zelo izoliran in je v delu, ki velja za najbolj naraven del parka. Samostan je dostopen iz občine Munar in je od mesta Arad oddaljen 31 km.

### Opazovanje ptic in ogled divjih živali
Zaradi bogatega življenja ptic v parku je uprava parka na območju Bezdina zgradila dva objekta. Leta 2004 je park postavil razgledni stolp na območju gozda, za katerega je znano, da ima potencial za ogled divjih živali. Leta 2005 so v parku v bližini barja Bezdin postavili stolp za opazovanje ptic. Oba stolpa sta dostopna iz samostana Bezdin in občine Munar.

### Lov in ribolov
Lov je dovoljen znotraj parka v določenih letnih časih in na določenih območjih. Dovoljen je tudi ribolov, vendar le z ribolovnim dovoljenjem.

## Okoljsko izobraževanje
Zaradi neposredne bližine velikega mesta in potencialno velikega vpliva, ki ga to povzroča parku, se je okoljski izobraževalni program parka v prvih treh letih obstoja hitro povečal: 100 študentov (2006), 900 študentov (2007) in več kot 2000 študentov (2008).
Upravo parka je Outward Bound Romania usposobila o strategijah izkustvenega izobraževanja poleti 2007. Park ima prvi niz romunskega parkovnega tečaja in je zaradi svojih izobraževalnih prizadevanj zaslovel v romunskih nacionalnih novicah in znotraj sistema parkov.